# Hitoshi Sasaki
Hitoshi Sasaki (1891 - 23. juli 1982) var en japansk fodboldspiller. Han var i perioden 1921 træner for Japans fodboldlandshold.